# Ophthalmitis albosignaria
Ophthalmitis albosignaria är en fjärilsart som beskrevs av Bremer och William Grey 1853. Ophthalmitis albosignaria ingår i släktet Ophthalmitis och familjen mätare. Inga underarter finns listade i Catalogue of Life.